# Rantau Panjang (Peninjauan)
Rantau Panjang is een bestuurslaag in het regentschap Ogan Komering Ulu van de provincie Zuid-Sumatra, Indonesië. Rantau Panjang telt 221 inwoners (volkstelling 2010).